# Индекс цитирования веб-сайтов
Индекс цитирования (ИЦ) — показатель поисковой системы, вычисляемый на основе числа ссылок на данный ресурс с других ресурсов сети Интернет. В простейшей разновидности индекса цитирования учитывается только количество ссылок на ресурс. Тематический индекс цитирования (ТИЦ) учитывает также тематику ссылающихся на ресурс сайтов, а взвешенный индекс цитирования (ВИЦ) — популярность ссылающихся сайтов (также в большинстве случаев вычисляемую на основе индекса цитирования).

## История
Первоначально, до того как появились оптимизаторы сайтов, индекс цитирования реально отражал популярность соответствующего ресурса в интернете. Но в эпоху продажи ссылок для манипуляции поисковыми системами индекс цитирования специально искусственно повышался с целью поднятия стоимости покупных ссылок.
Первой крупной поисковой системой, начавшей активно использовать индекс цитирования, стала Google (алгоритм PageRank). В русскоязычном сегменте Интернета наибольшей известностью пользуется ИЦ «Яндекса» (ТИЦ или «Денежка»).
ВИЦ является аналогом PageRank.